# Ryuji Izumi
Ryuji Izumi (和泉 竜司 Izumi Ryuji?), född 6 november 1993 i Mie prefektur, är en japansk fotbollsspelare.
Izumi började sin karriär 2016 i Nagoya Grampus. Han spelade 116 ligamatcher för klubben. 2020 flyttade han till Kashima Antlers.